# ヤネス・マティチッチ
ヤネス・マティチッチ（スロベニア語: Janez Matičič、1926年6月3日 - 2022年4月18日）は、スロベニアの作曲家、ピアニスト。
2007年、スロベニア芸術科学アカデミーに加盟した。

## 経歴
1926年、スロベニア共和国の首都、リュブリャナで生まれた。1950年にリュブリャナ音楽アカデミーを卒業し、1951年に指揮を執った。1959年から1961年まで、フランスの最高水準にある音楽教師の一人として知られるナディア・ブーランジェとパリへ留学した。1959年から1975年まで、ピエール・シェフェールの指揮の下で、フランス音楽研究グループ（GRM）と協力した。
2022年4月、95歳で亡くなった。